# Lanriec
Lanriec est une ancienne commune du Finistère. Depuis le 21 février 1959, la commune de Lanriec est rattachée à celle de Concarneau.

## Géographie
Le territoire de l'ancienne commune de Lanriec correspond à la partie de l'actuelle commune de Concarneau située sur la rive gauche de la ria du Moros.
Lanriec était traditionnellement un bourg rural alors que le gros hameau du Passage (dénommé aussi Passage-Lanriec), face à la Ville close de Concarneau, était une localité de marins et d'ouvrières de conserveries, notamment de l'usine Cassegrain. Le nom de ce hameau "Le Passage", provient de l'existence depuis des siècles (attesté depuis au moins 1720) d'un bac permettant de traverser l'estuaire du Moros à cet endroit.
« Au XIXe siècle, le port, c'était Le Passage. Il y a eu là le temps des sardiniers et des thoniers » dit un vieil habitant. « Ici se retrouvaient les marins qui venaient de Trégunc ou de Névez (...) Ceux de la Ville close nous méprisaient. Pour eux, on était des gardiens de vaches (raison pour laquelle les habitants du Passage étaient surnommés "Vachics") alors qu'ici, il n'y avait que des gens de mer » ajoute un autre habitant.
C'est en raison de ce surnom que le bac électrique assurant depuis 2017 la traversée de l'estuaire du Moros entre Le Passage et la Ville close de Concarneau a été nommé "Le Vachic".

## Histoire

### Toponymie
Dans différents textes on retrouve des noms différents pour Lanriec :
- Lan Rioc au XIe siècle ;
- Lanriec vers 1330 ;
- Lanreuc en 1368, en 1405 ;
- Lanriec en 1535.

### Préhistoire
Le Chevalier de Fréminville décrit en 1844 le cromlech de Kervichar, alors intact, « composé de neuf blocs de pierres brutes disposées en ellipse, et dont les uns sont plantés debout, les autres simplement posés à nu sur le sol. Cette enceinte sacrée à six mètres soixante centimètres dans son plus grand diamètre. La plus haute de ses pierres plantées à un mètre soixante-cinq centimètres d'élévation ».

### Antiquité
Benjamin Girard indique en 1889 : « Des substructions, des fragments d'amphores, etc., ont été découverts (...) à la pointe du Cabellou, position importante qui commande l'entrée du port [de Concarneau]. Cette position fut fortement occupée, dans les derniers temps de l'Empire romain, par les troupes chargées de défendre le littoral contre les incursions des pirates saxons ».

### Temps modernes
L'Abbaye de Landévennec était au XVIIIe siècle propriétaire du Passage-Lanriec ; elle confia par exemple un temps la charge de "fermier du bac" à Charles Corentin Chapeau qui  « rejoignit Dieu sans avoir jamais manié une seule fois un aviron.
En 1759 la paroisse de Lanriec [le nom est écrit Lauriec] devait chaque année fournir 11 hommes pour servir de garde-côtes.

### LeXXesiècle

#### LaBelle Époque
L'Abri du marin du Passage-Lanriec, construit à l'initiative de Jacques de Thézac, ouvre en janvier 1901. Il est désaffecté en 1957 et accueille désormais un foyer d'accueil pour les personnes âgées.
Face à la crise sardinière, Sophie de Lonlay, « religieuse dans le monde » de la Société des Filles du Cœur de Marie , fille du châtelain du Porzou et belle-sœur de Jacques de Thézac, secondée par la comtesse de Vincelles (de Trégunc), fondé en 1904 l'œuvre des dentellières bretonnes au Passage-Lanriec dans un bâtiment construit à cet effet et financé par son père, pouvant accueillir 100 jeunes filles dans cet ouvroir. En 1912, 120 ouvrières y travaillent et l'ouvroir fournit en plus du travail à domicile à 200 dentellières de Lanriec, Trégunc et Névez.

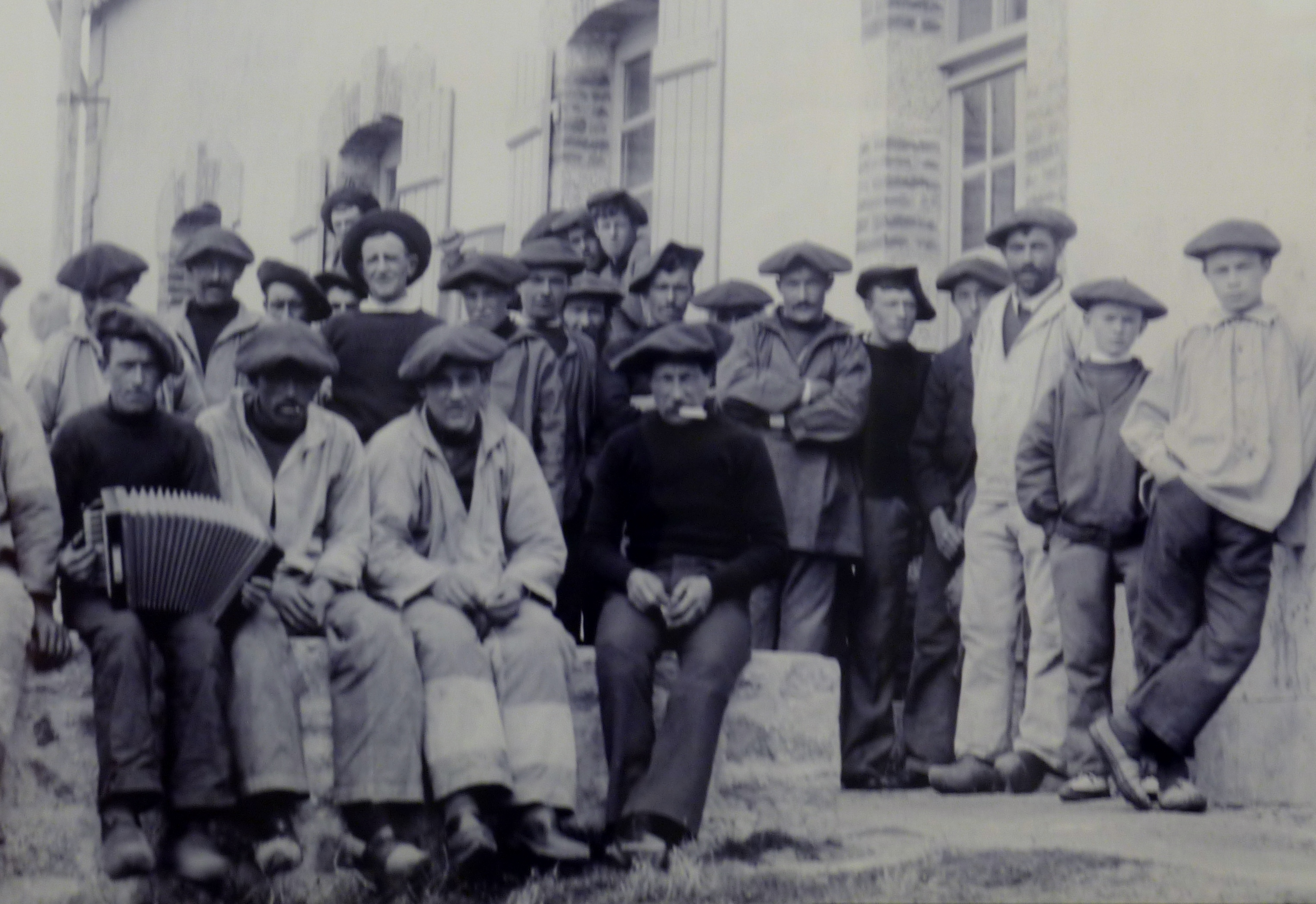
Pêcheurs devant l'Abri du marin du Passage-Lanriec en 1903 (photographie de Jacques de Thézac)
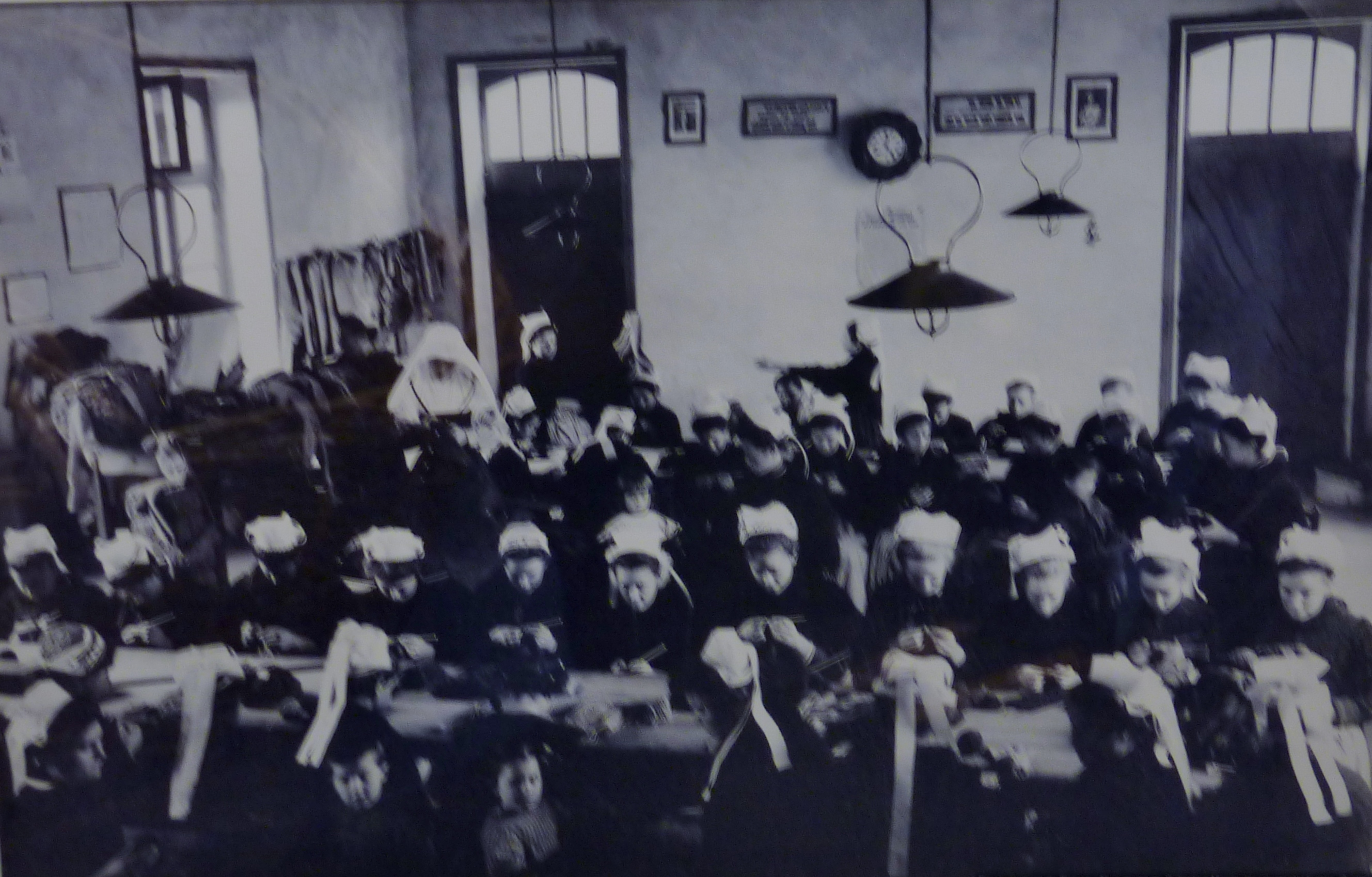
L'ouvroir du Passage-Lanriec en 1915 (photographie de Jacques de Thézac)
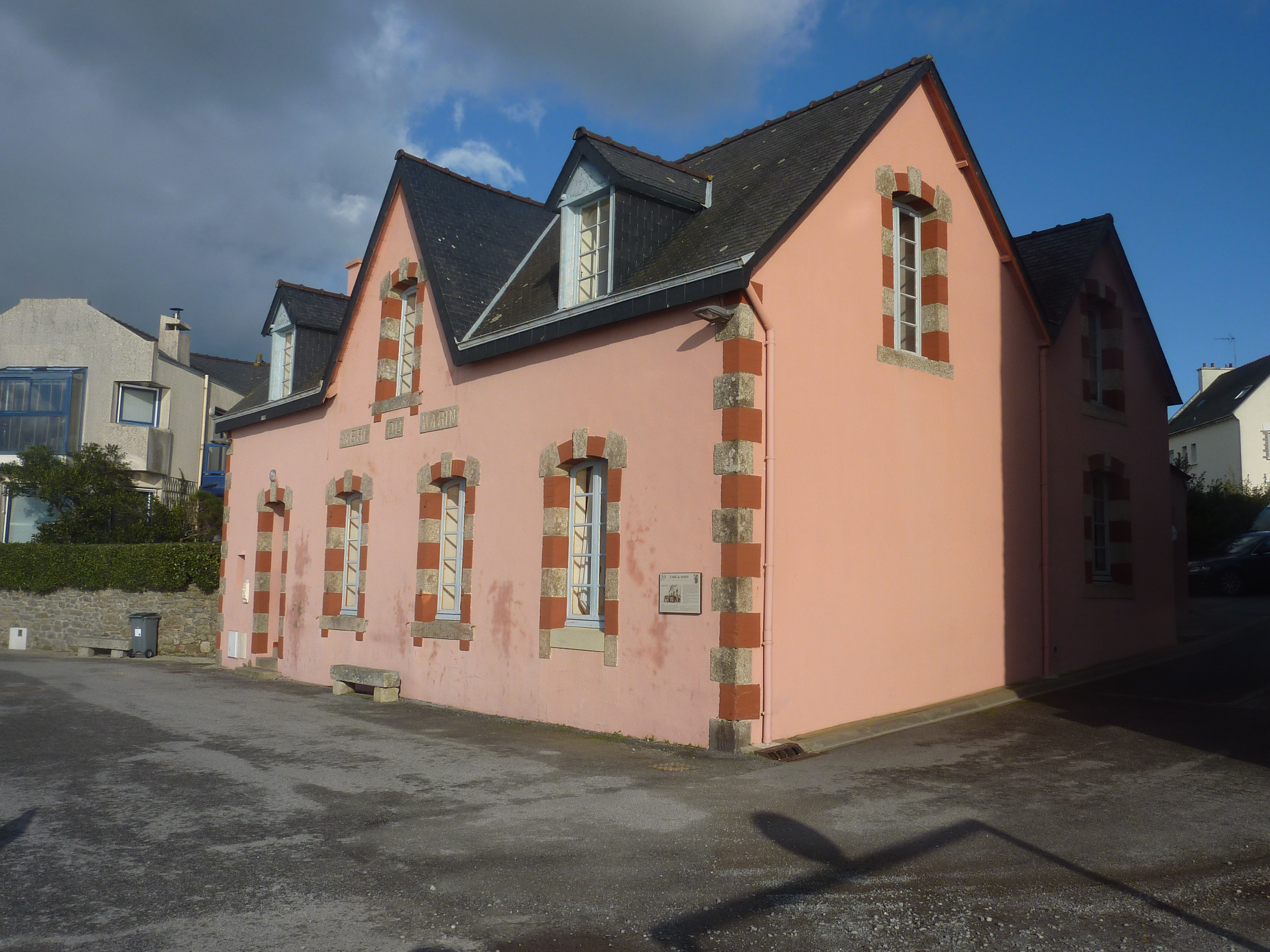
L'Abri du marin du Passage-Lanriec (état actuel)

La voie ferrée allant de Quimperlé à Concarneau dessert entre autres les gares de Pont-Aven, Nizon, Névez, Trégunc et Lanriec à partir de 1908 ; c'est une ligne ferroviaire à voie métrique exploitée par les Chemins de fer départementaux du Finistère ; la ligne ferma en 1936.
Le manoir du Bois est construit en 1906 par l'architecte Charles Chaussepied.

#### La Première Guerre mondiale
Le monument aux morts de Lanriec porte les noms de 109 soldats morts pour la France pendant la Première Guerre mondiale.
Un soldat, le sous-lieutenant Pierre de Lonlay, est aussi mort le 25 janvier 1920 à El-Hammam en Cilicie alors qu'il était membre de l'Armée du Levant.

#### La Seconde Guerre mondiale
Le monument aux morts de Lanriec porte les noms de 39 personnes mortes pour la France pendant la Seconde Guerre mondiale.

#### L'après-Seconde-guerre-mondiale
Un soldat de Lanriec, Jean Guiriec est mort pendant la guerre d'Algérie le 2 avril 1961 à Batna (Algérie).

## Lieux et monuments
Lanriec est composé de quatre centres distinctifs :
- Au centre du bourg, se trouve l'église Notre-Dame-de-Lorette. Cette église, dont le clocher est typique de la Cornouaille, est classée monument historique depuis 1968.
- Douric-ar-zin et le Porzou dont le Manoir du Porzou appartenait à la famille de Lonlay.
- Le Passage est un quartier de Lanriec., il est aussi appelé Le Passage Lanriec. L'origine de ce nom est effectivement liée au fait que ce quartier était un emplacement de passage pendant longtemps. En effet, pendant de nombreux siècles, il n'y avait pas de pont pour franchir le Moros. L'unique endroit pour franchir le passage se situait entre Concarneau (Ville close) et Lanriec. Ce passage n'était pas un pont, mais des aménagements de part et d'autre de l'eau afin d'y faire accoster des embarcations. C'était la seule route entre Quimperlé et le sud-ouest du Finistère, elle était donc très fréquentée.
- Le Cabellou[14], situé à la pointe sud-est de Concarneau. C'est un lieu attractif pour les activités touristiques en raison de ses belles plages jalonnées de rochers et de son calme, par l'éloignement du centre ville.
- La chapelle Saint-Fiacre située face à la mer, est actuellement un lieu d'expositions d'œuvres d'art.
- Le manoir du Moros datant du XVe siècle.

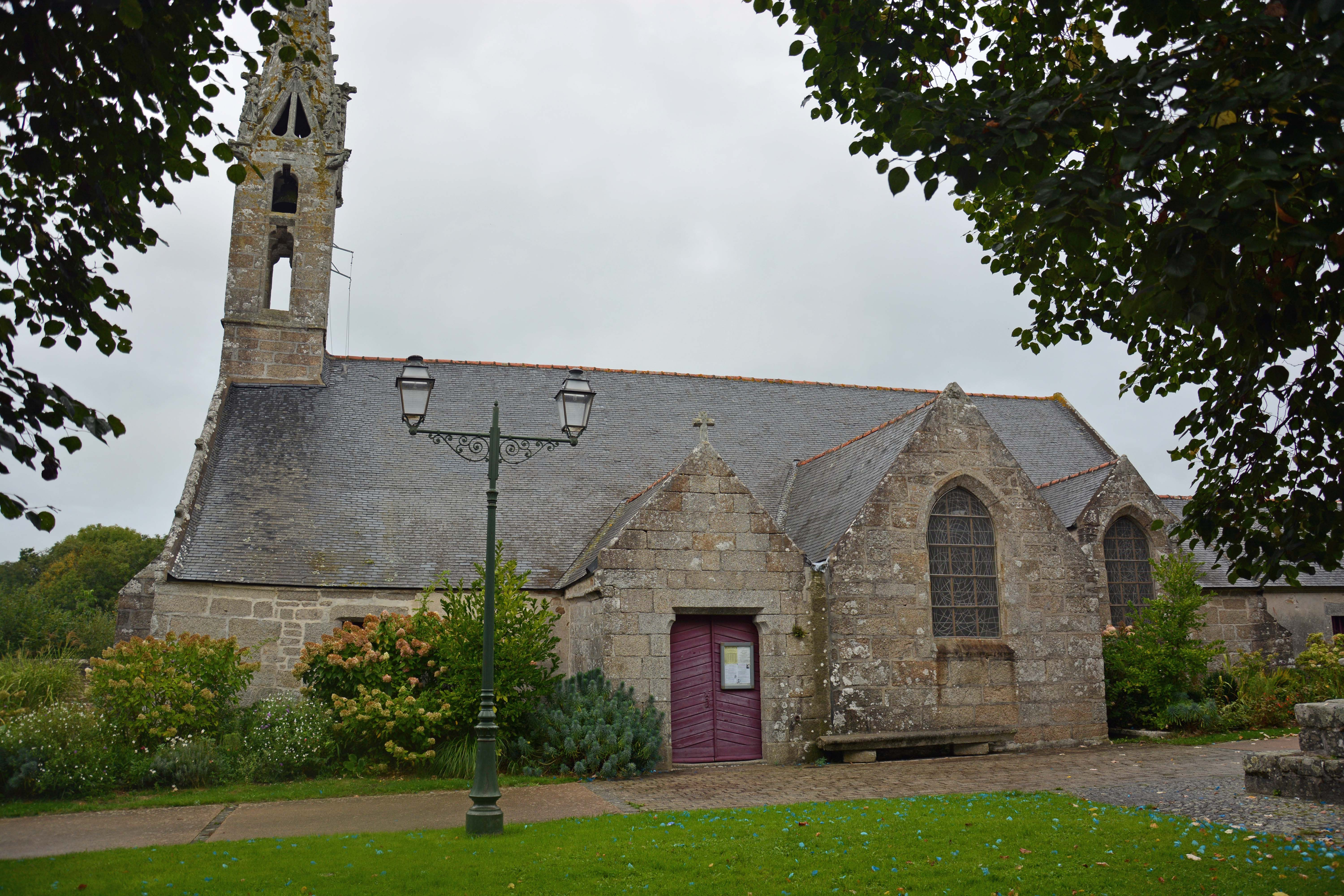
Notre-Dame-de-Lorette
Le Passage (Lanriec)
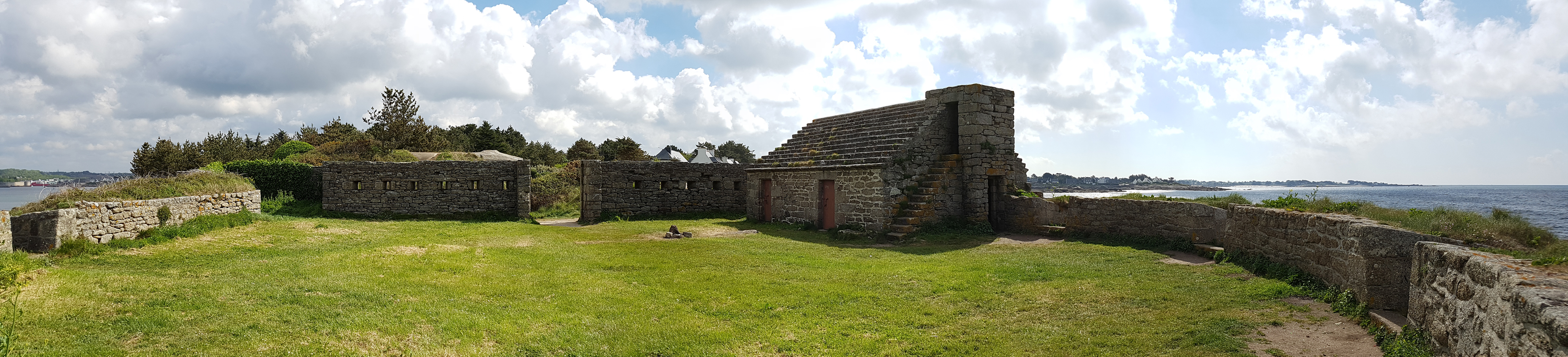
Fort du Cabellou
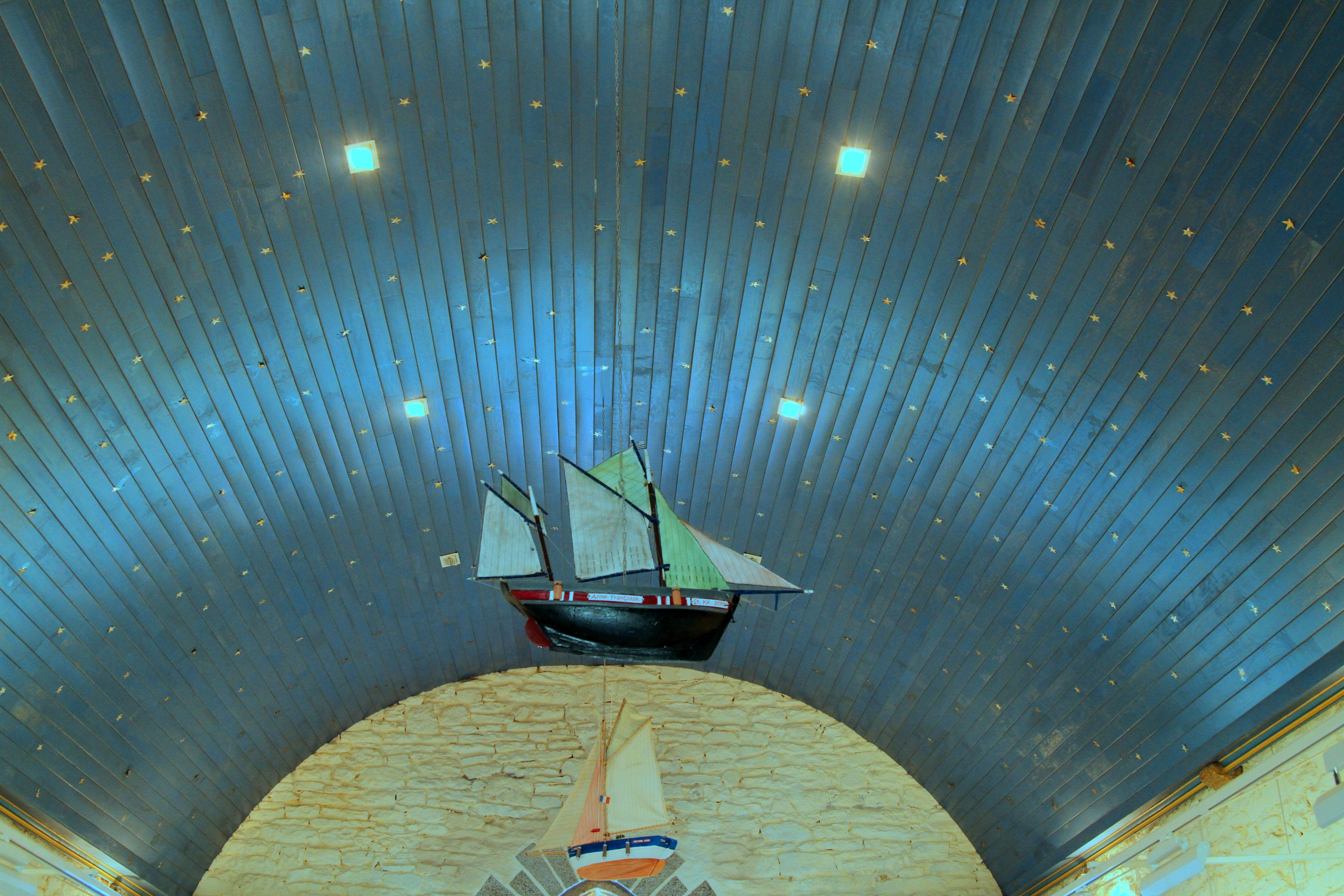
Chapelle St Fiacre interieur

## Maires successifs
| Période                                  | Période    | Identité                      | Étiquette | Qualité                                                                                    |
| ---------------------------------------- | ---------- | ----------------------------- | --------- | ------------------------------------------------------------------------------------------ |
| Les données manquantes sont à compléter. |            |                               |           |                                                                                            |
| janv. 1790                               | Nov. 1790  | André Le Guiader              |           | Agriculteur à Kerseaux, (1er maire élu).                                                   |
| Nov. 1790                                | 1793       | Jean Rouat                    |           | Agriculteur à Kergoulou et au Penker                                                       |
| Mars 1794                                |            | Christophe Philibert Glémarec |           | Cultivateur à Kerandon (faisant fonction de maire)                                         |
| 23 Oct. 1794                             |            | Commission cantonale          |           | Constituée par Robert et Prouhet de Trégunc, Glémarec de Lanriec et Mavic (fils) de Beuzec |
| Fév. 1795                                |            | Pierre Le Scellin             |           | Cultivateur au Mégot                                                                       |
| Juil. 1800                               | Nov. 1804  | Jean Cotten                   |           | Cultivateur à Kerancalvez                                                                  |
| Nov. 1804                                | Avril 1807 | Christophe Glémarec           |           | Cultivateur à Kerandon                                                                     |
| Avril 1807                               | Mai 1808   | François Prouhet              |           | Propriétaire à Kerambourg (Trégunc)                                                        |
| Juin 1808                                | Déc. 1820  | Jean-Paul Bonnecarrére        |           | Nogociant, maire de Concarneau et Lanriec                                                  |
| Déc. 1820                                | Fév. 1821  | Julien Michel Jean Morel      |           | Ex-directeur des Vivres de la marine à Brest, propriétaire de Kervichard                   |
| 1821                                     | mars 1823  | Silvain Pruné                 |           |                                                                                            |
| Mars 1823                                | Juil. 1833 | Joseph Marie Guillou          |           | Cultivateur à Kerambars                                                                    |
| Juil. 1833                               | Août 1848  | Yves Rouat                    |           | Cultivateur à Kergoulou                                                                    |
| 1848                                     | 1852       | Pierre Caudan                 |           | Cultivateur à Kerambriant                                                                  |
| 1852                                     | 1860       | Paul Morel                    |           | Lieutenant de vaisseau, négociant. Habite Concarneau                                       |
| 1860                                     | 1864       | Louis Piriou                  |           | Cultivateur à Kerviniou                                                                    |
| 1864                                     | 1878       | Jérôme Cotten                 |           | Cultivateur à Keransquer, Kerhernot                                                        |
| 1878                                     | 1878       | Louis Piriou                  |           | Cultivateur à Kerviniou                                                                    |
| 1878                                     | 1899       | Jean-Marie Piriou             |           | Cultivateur à Kerblaise                                                                    |
| 1899                                     | 1900       | René Perez                    |           | Cultivateur au Treff                                                                       |
| 1900                                     | 1912       | Georges Courtin               |           | Conserveur, habite au Moros                                                                |
| 1912                                     | 1943       | Yves Sellin                   | Rép.G     | Conseiller d'arrondissement (1913-1943). Cultivateur à Keranseil, Penhars                  |
| 1943                                     | 1944       | Louis Krebs                   |           | Constructeur naval au Passage                                                              |
| 1944                                     | 1945       | Charles Hervé                 |           | Comptable, Douric-ar-Zin                                                                   |
| 1945                                     | 1945       | Louis Gloanec                 |           | Douric-ar-Zin                                                                              |
| 1945                                     | 1946       | Auguste Ansquer               |           | Patron pêcheur au Passage                                                                  |
| 1946                                     | 1953       | Albert Quelven                | PCF       | Professeur au collège de Concarneau                                                        |
| 1953                                     | 1954       | Yves Yvenou                   |           | Pharmacien au Passage                                                                      |
| 1954                                     | 1959       | Joseph Guillou                |           | Patron pêcheur puis Capitaine d’armement                                                   |

## Démographie
Évolution démographique de Lanriec
| Année   | 1793 | 1800 | 1806 | 1821 | 1831  | 1836  | 1841  | 1846  | 1851  | 1856  | 1861  |
| ------- | ---- | ---- | ---- | ---- | ----- | ----- | ----- | ----- | ----- | ----- | ----- |
| Lanriec | 702  | 895  | 930  | 847  | 1 012 | 1 021 | 1 073 | 1 080 | 1 111 | 1 145 | 1 165 |

| Année   | 1866  | 1872  | 1876  | 1881  | 1886  | 1891  | 1896  | 1901  | 1906  | 1911  | 1921  |
| ------- | ----- | ----- | ----- | ----- | ----- | ----- | ----- | ----- | ----- | ----- | ----- |
| Lanriec | 1 343 | 1 565 | 1 711 | 1 931 | 2 074 | 2 103 | 2 381 | 2 514 | 2 750 | 2 855 | 2 633 |

| Année                                                            | 1926  | 1931  | 1936  | 1946  | 1954  | 1962 | 1968 | 1975 | 1982 | 1990 | 1999 |
| ---------------------------------------------------------------- | ----- | ----- | ----- | ----- | ----- | ---- | ---- | ---- | ---- | ---- | ---- |
| Lanriec                                                          | 2 595 | 2 644 | 2 671 | 2 850 | 3 079 |      |      |      |      |      |      |
| Nombre retenu à partir de 1962 : population sans doubles comptes |       |       |       |       |       |      |      |      |      |      |      |

## Tableaux représentant Lanriec

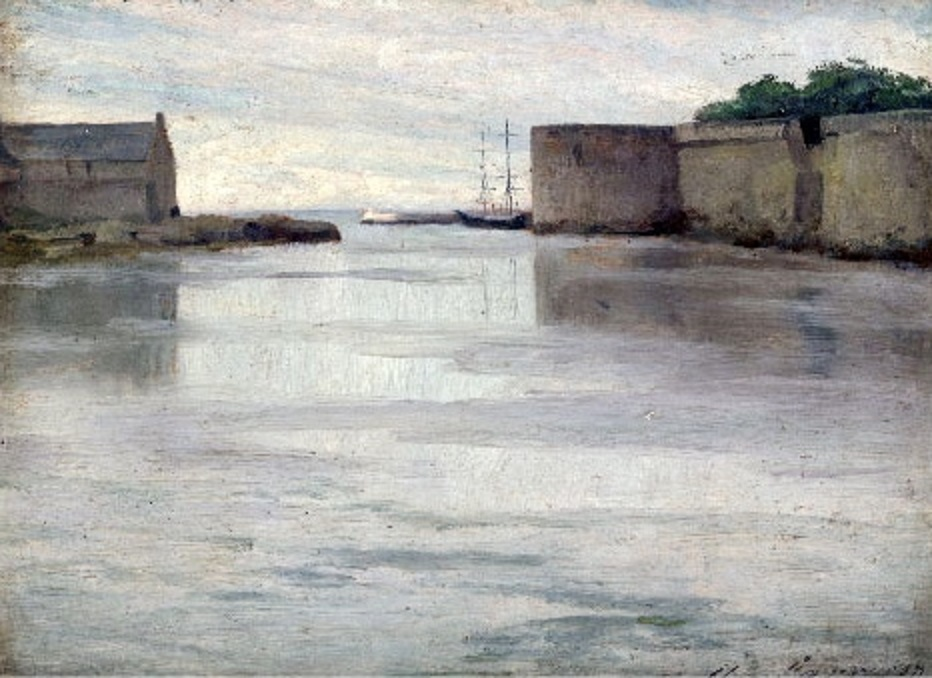
Thomas Alexander Harrison : Le Passage de la Ville Close à Lanriec

- Thomas Alexander Harrison : Le Passage de la Ville Close à 'Lanriec.

## Personnalités liées à la commune
- Léon Broquet peintre, marié à Lanriec en 1929.
- Jean-Marie Martin (1922-2012), artiste peintre né au Passage Lanriec. Il fait partie des représentants de la Figuration Narrative.